# Макунда
Маку̀нда (на гръцки: Μακούντα) е село в Кипър, окръг Пафос. Според статистическата служба на Република Кипър през 2001 г. селото има 66 жители.
Намира се на 2 км южно от Аргака.